# Beloziorni (Krasnodar)
Beloziorni (del ruso: Белозёрный) es un asentamiento de tipo urbano del distrito Prikubanski del ókrug urbano de Krasnodar del krai de Krasnodar, en el sur de Rusia. Está situada en la orilla derecha del río Kubán, 12 km al oeste de Krasnodar, enfrente de Pseituk, aul de la vecina república de Adiguesia. Tenía una población de 4 342 habitantes en 2010.
Pertenece al ókrug rural Yelizavétinski del distrito Prikubanski.

## Historia
En 1938 la localidad fue registrada como Ipodromni y en 1972 fue rebautizada Beloziorni, por el grano blanco del arroz, tras la instalación del Instituto de Investigación Científica de toda Rusia del arroz.

## Economía y transporte
Las empresas más importantes están relacionadas con la agricultura (cultivo de arroz). 
Hay servicio de autobuses regulares a la capital del krai.

## Servicios
En el pueblo hay una guardería una escuela, casa de cultura, ambulatorio, una biblioteca y una oficina de correos.

## Lugares de interés
En Beloziorni hay una iglesia ortodoxa y un centro militar cosaco.